# Большой Атлым (река)
Большой Атлым — река в Октябрьском районе Ханты-Мансийского АО России. Устье реки находится на 946-м км правого берега реки Обь. Длина составляет 141 км, площадь бассейна — 2110 км².

## Притоки
- Глубокий Лог (пр)
- 8 км: Потхоть (лв)
- Торнынгсоим (лв)
- Тувъёган (пр)
- Лыгопхотъёган (лв)
- Нангторепсоим (пр)
- 23 км: Южинъюган (пр)
- 27 км: Пауюхъюган (лв)
- Сымтаниметъюган (лв)
- Васьёшмувыюган (лв)
- 39 км: Нангъюхиюган (лв)
- 45 км: Атъюган (лв)
- 49 км: Похра (лв) (длина — 49 км)
- 55 км: Торъёш (пр) (длина — 52 км)
- 66 км: Ун-Тунгъёган (пр)
- 72 км: Ай-Тунгъёган (пр)
- Норлангтунгъёган (лв)
- Потлангсоим (лв)
- Сорумлох (пр)
- 90 км: Большой Моим (лв)
- 94 км: Вотъёган (лв)
- Варвальсоим (пр)
- 109 км: Емпайсоим (лв)
- 111 км: Атлымсоим (лв)
- Ун-Хульёган (пр)
- Ай-Хульёган (пр)
- 125 км: Кедрисоим (лв)
- 130 км: Мысенгсоим (пр)

## Данные водного реестра
По данным государственного водного реестра России относится к Нижнеобскому бассейновому округу, водохозяйственный участок реки — Обь от впадения Иртыша до впадения реки Северная Сосьва, речной подбассейн реки — бассейны притока Оби от Иртыша до впадения Северной Сосьвы. Речной бассейн реки — (Нижняя) Обь от впадения Иртыша.